# Venturi Fétish
La Venturi Fétish est la première voiture de sport 2 places électrique au monde. Elle est produite par le constructeur français Venturi à Monaco.
Elle restera une rareté absolue, le constructeur s'étant engagé à fournir seulement 25 véhicules dans le monde. Pourtant l'auto ne sera jamais produite en série.

## Spécifications techniques
L'accélération de la voiture est comparable à celle d'une voiture de sport à moteur à combustion interne. Le moteur électrique fournit environ  220 kW 300 ch, avec une accélération 0-100 km/h en moins de quatre secondes, selon le dossier de presse 2008 de la marque.
Sa vitesse maximale est en deçà de celle des autres voitures de sport, néanmoins le 200 km/h est atteint, ce qui est respectable pour un véhicule ne possédant qu'une transmission à une seule vitesse. Cette transmission possède une démultiplication de 9,58:1 et un couple de 380 N m.
Un autre attrait de cette voiture est dû à l'utilisation du  moteur électrique. La totalité du couple est donc disponible sur toute la plage de vitesse, y compris au démarrage, contrairement aux véhicules à moteur à combustion interne. De tels moteurs à combustion ne peuvent pas tourner à moins de 800 tours par minute, par exemple, et fournissent leur meilleur couple à partir de 2 000 ou 3 000 tr/min, requérant donc un embrayage et une boite de vitesses. Sur la Venturi Fétish, le bloc propulsif ainsi que l'ensemble de la chaîne de traction ont été développés par le bureau d'étude de Venturi situé à Monaco.
Venturi précise que la voiture a une autonomie de 340 km (vitesse stabilisée à 90 km/h) et de 160 km en utilisation sportive. Les batteries sont des accumulateurs au lithium Polymère, offrant une recharge complète en 3 heures (à partir d'un secteur 20 kW triphasé) et en 6 heures avec une prise électrique standard en 230 V grâce à son chargeur embarqué.

## Informations diverses
- La Fétish a été présentée sous forme de concept car au Salon international de l'automobile de Genève en 2002.
- Le véhicule est proposé à la vente pour le prix de 297 000 € HT  en juillet 2010.
  - Les données sur les ventes ne sont pas disponibles, il est donc difficile de savoir si les 25 exemplaires prévus ont déjà trouvé acquéreurs. Cependant en octobre 2014 une quinzaine d'exemplaires auraient déjà été vendus[2].
  - Le design futuriste de la voiture a été fait par le designer parisien Sacha Lakic.